# Ballucus barri
Ballucus barri är en skalbaggsart som beskrevs av Gordon 2006. Ballucus barri ingår i släktet Ballucus och familjen Aphodiidae. Inga underarter finns listade.